# 阿拉宾变着
阿拉賓變著是國際象棋開局西西里防禦的一種，走法為：
1. e4 c5 2. c3 